# The Sisters of Mercy
Pour les articles homonymes, voir Sisters of Mercy.
The Sisters of Mercy [ðə ˈsɪstəz ə ˈmɜːsɪ] est un groupe de rock gothique britannique, originaire de Leeds, en Angleterre. Il est formé en 1980 par Andrew Eldritch et Gary Marx.
Andrew Eldritch déclare que le nom du groupe est inspiré d'une chanson de Leonard Cohen où la locution « the sisters of mercy » désignerait alternativement un ordre religieux du même nom et des prostituées. Une autre explication, plus probable[pourquoi ?], existe quant à l'origine du nom du groupe qui serait une référence aux sœurs de la Famille Brontë, écrivaines originaires de Leeds comme le groupe. Très influent dans les milieux gothiques, le groupe n'a pourtant sorti que trois albums en plus de 40 ans d'existence. Le travail sur le son et la mélodie a toujours caractérisé leurs œuvres. Leurs concerts sont souvent décrits comme une « expérience », incluant des nappes de fumée épaisse accompagnées d'effets lumineux.
The Sisters of Mercy est fortement marqué par la personnalité d'Andrew Eldritch, vocaliste autour duquel la composition du groupe a souvent changé. L'une des caractéristiques de la formation est d'avoir toujours utilisé une boîte à rythmes baptisée Doktor Avalanche. Présent sur tous les enregistrements et utilisé à chaque concert, l'instrument est considéré comme une entité à part entière du groupe.
Très indépendant et voulant garder le contrôle artistique du groupe, Andrew Eldritch crée Merciful Release, son propre label, et même lorsqu'il signera avec la major WEA, il gardera au sein de cette collaboration la production, le design et la direction artistique des disques, WEA s'occupant de la distribution et de la promotion du groupe. Il est l'un des fondateurs du style gothique, reconnu en cela par l'unanimité de la critique, bien qu'il rejette la qualification de gothique. Ses paroles sont souvent cyniques, désabusées, faisant référence à divers artistes, philosophes et événements historiques qu'il apprécie.
D'anciens membres de Sisters of Mercy formeront ensuite les groupes Ghost Dance et The Mission.

## Biographie

### Premiers singles (1980–1983)
Andrew Eldritch et le guitariste Gary Marx fondent The Sisters of Mercy en 1980, à Leeds, en Angleterre. Après un essai non concluant à la batterie et la sortie d'un premier single, The Damage Done, sur le label Merciful Release spécialement créé par les deux musiciens, Andrew Eldritch abandonne cet instrument pour se concentrer sur le chant. La batterie est remplacée par une boîte à rythmes, baptisée Doktor Avalanche, qui jouera un rôle important dans l'identité musicale du groupe. La formation ne fera en effet jamais appel à un batteur, que ce soit sur scène ou en studio.
Le groupe donne son premier concert le 16 février 1981 à York en première partie de Thompson Twins. La formation s'est agrandie avec l'intégration de deux membres supplémentaires, Craig Adams à la basse et Ben Gunn à la guitare.
Un second single, Body Electric, sort en 1982 suivi par un troisième Alice, coproduit par John Ashton, membre de The Psychedelic Furs.
1983 voit la sortie de deux nouveaux simples, Anaconda et Temple of Love, et celle d'un EP de 6 titres, Reptile House. À la fin de l'année, Wayne Hussey, un ancien membre de Dead or Alive, remplace Ben Gunn à la guitare.

### First and Last and Always(1984–1986)
Body and Soul est un nouveau single qui sort en 1984 suivi de Walk Away qui est extrait du premier album First and Last and Always, produit par David M. Allen, qui est publié le 11 mars 1985, tandis que No Time to Cry est choisi comme deuxième extrait. Un son de guitare aigrelet mais clair, une basse chaleureuse et hyper mélodique, et la voix sépulcrale d'Eldritch fournissent ce que certains appelleront plus tard le « son gothique ». Toutefois, le groupe déclare souvent ne pas aimer le son de l'album.
L'album à peine sorti, il entre dans le top 20 anglais. Mais des dissensions internes provoquent le départ de Gary Marx, qui forme alors le groupe Ghost Dance avec Anne-Marie Hurst (ex-Skeletal Family). Une rumeur veut que la chanson Walk Away lui ait été dédiée. Réduit à un trio, le groupe achève sa tournée en cours par un concert au Royal Albert Hall de Londres, le 18 juin 1985, qui fera l'objet d'une VHS intitulée Wake.
Puis c'est au tour de Wayne Hussey de partir, accompagné de Craig Adams, après qu'Eldritch a rejeté catégoriquement ses nouvelles compositions.
Les deux musiciens forment un nouveau groupe qu'ils nomment Sisterhood, qui est également le nom de la plus ancienne communauté de fans de Sisters of Mercy. Eldritch, qui n'apprécie pas que ses anciens acolytes utilisent ce nom, monte un nouveau projet musical avec Lucas Fox, James Ray, Patricia Morrison (issue du groupe The Gun Club) et Alan Vega (sans oublier Doktor Avalanche), qu'il baptise The Sisterhood. Un single, Giving Ground, est rapidement publié début 1986 suivi d'un album de 5 titres, Gift. Hussey et Adams sont ainsi contraints de changer le nom de leur groupe et choisissent The Mission. The Mission s'avéra apprécié des fans des Sisters et de la critique, mais détesté par Eldritch qui déclarera que Hussey est un des pires auteurs qu'il ait rencontrés.

### Floodland(1987–1989)
En 1987, Andrew Eldritch réactive The Sisters of Mercy en recrutant Patricia Morrison à la basse. Le duo enregistre l'album Floodland avec Jim Steinman à la production. L'album, qui sort le 13 novembre 1987, montre une nouvelle forme de maturité, les chansons étant plus complexes et atmosphériques. Les claviers prennent plus de place sans étouffer les guitares pour autant. Moins simple et direct que son prédécesseur, cela ne l'empêche pas de connaître un succès encore plus grand, notamment grâce aux trois singles qui en sont extraits : This Corrosion qui se classe à la 7e place des charts britanniques, Dominion (13e) et Lucretia My Reflection (20e). Mais le groupe ne se produit pas sur scène durant cette période.
En 1989, Morrison quitte à son tour le groupe. Elle est remplacée par Tony James (ex Generation X et Sigue Sigue Sputnik) à la basse. Andreas Bruhn et Tim Bricheno (All About Eve) sont recrutés aux guitares, et le groupe peut à nouveau jouer live. 

### Vision Thing(1990–1993)

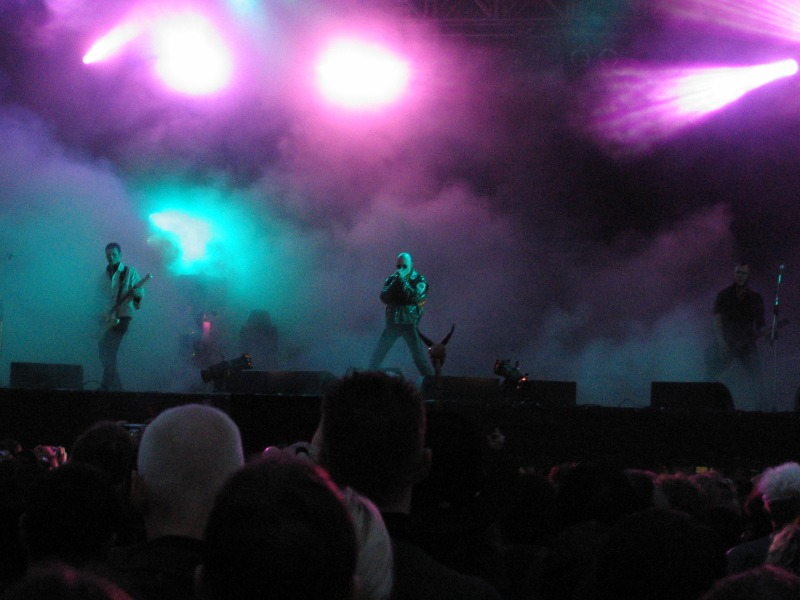
De gauche à droite : Eldritch-Pearson-Catalyst au M'era Luna en 2005.

Eldritch et Bruhn composent le nouvel album Vision Thing qui sort le 13 novembre 1990. Alors que Floodland faisait un pas vers la complexité et l'atmosphérique, Vision Thing marque un retour à la simplicité. Un son rock très classique, peu de claviers, l'album est plus accessible. Il semble aussi un peu moins inspiré et plus inégal. Le succès n'est pas aussi important malgré des singles bien choisis qui fonctionnent bien (More, Doctor Jeep et When You Don't See Me). Tony James quitte le groupe en 1991 et n'est pas remplacé. La basse est alors jouée électroniquement par l'intermédiaire de Doktor Avalanche.
En 1992, la sortie de Some Girls Wander by Mistake, compilation qui regroupe tous les titres figurant sur les singles de début de carrière, est l'occasion de sortir une nouvelle version de Temple of Love, avec la chanteuse israélienne Ofra Haza qui accompagne Andrew Eldritch au chant. Il s'agit du single des Sisters ayant connu le plus de succès à ce jour. Il atteint la 3e place des charts britanniques. En 1993 sort A Slight Case of Overbombing, un best of du groupe dont est extrait le single inédit Under the Gun où Eldritch partage le chant avec Terri Nunn du groupe Berlin. Un nouveau changement intervient parmi les musiciens avec le remplacement de Tim Bricheno par Adam Pearson. Ce dernier, en plus de la guitare, joue aussi parfois de la basse.
Gary Marx reprend contact avec Andrew Eldritch en 1995 afin de lui soumettre une dizaine de nouveaux titres, mais le chanteur ne donnant pas suite, Marx enregistrera plus tard lui-même ces chansons qui sortiront sur un album solo intitulé Nineteen Ninety Five and Nowhere début 2008.  
Bien que se produisant toujours à intervalles réguliers en concert, en jouant des titres inédits, plus aucun enregistrement n'a été offert au public. Eldritch n'est d'ailleurs plus lié contractuellement à aucune maison de disques depuis qu'il s'est libéré de WEA en leur livrant en 1997 des enregistrements inédits sous l'abréviation SSV-NSMABAAOTWMODAACOTIATW (souvent raccourcie sous la forme SSV) à la place des deux albums de The Sisters of Mercy qu'il leur devait. Il s'agit en fait de morceaux de techno composés par deux producteurs, Peter Bellendir (ex membre de Xmal Deutschland) et T. Schroeder, utilisant des samples de la voix d'Eldritch. Le nom du groupe serait l'abréviation de Screw Shareholder Value - Not So Much A Band As Another Opportunity To Waste Money On Drugs And Ammunition Courtesy Of The Idiots At Time Warner. L'album intitulé Go Figure n'a jamais connu de sortie officielle ; une version pirate circule cependant, réalisée à partir de la copie d'une cassette promotionnelle.

### Priorité à la scène (depuis 2000)
Depuis cette époque, le groupe connait encore quelques changements de formation. Adam Pearson sera présent jusqu'en 2006, année où il est remplacé par l'actuel guitariste Ben Christo. Andreas Bruhn quant à lui cèdera sa place en 1996 à Chris Sheehan. L'année suivante, ce dernier est remplacé par Mike Varjak avant de réintégrer le groupe en 2000 et cela jusqu'en 2005 où Chris Catalyst prend sa place et occupe depuis le poste de second guitariste.
À l'occasion de la tournée Sisters Bite the Silver Bullet célébrant son 25e anniversaire, le groupe joue pour la première fois en France, le 14 avril 2006 au Zénith de Paris. Entre mai et juillet 2014, le groupe parcourt l'Europe pour quelques dates. Il fait notamment une apparition au Rockhal d'Esch-sur-Alzette (Luxembourg) pour un concert unique le samedi 24 mai 2014.
Bien que le groupe n'ait pas sorti de nouveaux albums, il a joué un certain nombre de titres inédits. En 2005, Adam Pearson a quitté le groupe, Chris Catalyst continuant. En 2006, le groupe a fait une tournée en Europe et en Amérique du Nord avec son nouveau guitariste, Ben Christo, ancien membre du groupe punk/métal britannique AKO. Avec plus de 70 concerts, la tournée a été la plus longue que le groupe ait entreprise en quinze ans. 
En 2011, le groupe a célébré son 30e anniversaire en jouant à travers l'Europe, le Japon, l'Australie et la Nouvelle-Zélande.
Le samedi 21 juillet 2012, le groupe a fait sa première prestation à l'Amphi Festival de Cologne, en Allemagne, où il a été tête d'affiche de la première journée de cet événement de deux jours. La chanteuse et pianiste irlandaise Lisa Cuthbert les a rejoint sur scène pour les chœurs de "Dominion", "Arms" et "Temple of Love", et a également interprété une version solo de "This Corrosion" sur un piano électrique.
Catalyst a annoncé en juin 2019 qu'il avait quitté The Sisters of Mercy et qu'il ne se joindrait pas à la tournée 2019. Il a été remplacé par Dylan Smith, un guitariste et compositeur australien, qui a rejoint The Sisters of Mercy le 22 juin 2019 au festival HELLFEST, en France. Auparavant, il était membre fondateur du groupe I NATION.
En 2020, une nouvelle tournée est programmée en Europe et aux États-Unis.